# Судзукі Кодзі
Ко́дзі Судзу́кі (яп. 鈴木光司, 13 травня 1957 року) — популярний японський письменник, що пише переважно у жанрі хоррору. Відомий як автор циклу романів жахів «Дзвінок» (в інших перекладах — «Кільце»), загальний тираж яких склав понад 8 млн екземплярів. Ці романи та деякі інші були екранізовані в Японії, Кореї та США. На базі японських екранізації було створено низку коміксів-манга. Кодзі Судзукі іноді називають японським Стівеном Кінгом. Один з творців літературного і кінематографічного жанру J-horror (укр. японські жахи), який відрізняється психологічною напруженістю і перевагою загальної атмосфери жаху над сценами насилля, характерними для американських слешерів.

## Біографія
Кодзі Судзукі народився 13 травня 1957 року в місті Хамамацу, префектура Сідзуока. Закінчив університет Кейо за спеціальністю «французька література». Мешкає в Токіо, одружений, має двох доньок, дружина працювала вчителькою у старшій школі.
Входить до Національного комітету Японії по боротьбі з падінням народжуваності.

## Творчість
Почав писати у 1990 році, перший же його роман Rakuen отримав премію Japan Fantasy Novel Award. Наступного року Кодзі Судзукі написав роман «Дзвінок», перший із однойменного циклу. Однак книжки продавалися дуже слабо, аж поки у 1995 році їх не екранізували, а коли у 1998 році вийшов фільм «Дзвінок» режисера Хідео Накати, що став справжнім хітом, продажі книг Кодзі Судзукі стрімко злетіли.
Більшість творів написані у жанрі містичного трилера. У творах Кодзі Судзукі широко використовується такий жанр класичної японської міфології як кайдан — розповіді про привидів, який майстерно поєднується із сучасним жанром міських легенд. Ще одна характерна особливість сюжетів Судзукі — образ сильної жінки, яка бореться за своїх дітей, чоловіка, щастя, або ж жорстоко помщається за погане ставлення оточуючих до самої себе. Чоловіки ж часто зображені як безвольні та слабкі істоти, або, з іншого боку — як насильники і вбивці.
Книги Кодзі Судзукі перекладені двадцятьма мовами, включаючи російську.
Окрім трилерів Кодзі Судзукі є автором низки публіцистичних книг з питання батьківства, в яких жорстко критикує відсутність у Японії батьків-домогосподарок, і книги для дітей «Сльози» (яп. Namida). Також займається перекладанням, зокрема, перекладає японською англомовні дитячі книжки.
Член комітету премії Japan Fantasy Novel Award.

### Цикл «Дзвінок»
- 1991 — «Дзвінок» (яп. リング / Ringu)
- 1995 — «Спіраль» (яп. らせん / Ringu-2. Rasen)
- 1998 — «Петля» (яп. ループ / Ringu-3. Rupu)
- 1999 — «Народження» (яп. バースデイ / Ringu-0. Basu Dei) — збірка оповідань:
  - «Труна в небі» (яп. 空に浮かぶ棺)
  - «Лимонне серце» (яп. レモンハート)
  - «День народження» (яп. バースデイ)
- 2012 — «С» (яп. エス / Esu)
- 2013 — «Приплив» (яп. タイド / Taido)

### Інші твори
- 1990 — «Рай» (яп. 楽園 / Rakuen) — роман
- 2003 — «Прогулянка богів» (яп. 仄暗い水の底から / Kamigami no puromunado) — роман
- 2008 — Край (яп. エッジ / Ejji) — новела
- 2009 — Крапля (яп. ドロップ) — новела. Дія цього короткого твору відбувається у громадській вбиральні. У творі обіграються японські повір'я про привидів і злих духів, які населяють вбиральні[13].
- 2010 — «Крик сталі» (яп. 鋼鉄の叫び) — роман про японських смертників-камікадзе[8]

### Збірки оповідань
- 1995 — Смерть і квітка (яп. 生と死の幻想)
  - «Одноразові підгузники та копія перегонів» (яп. 使い捨ておむつとレースレプリカ)
  - «Нерівне дихання» (яп. 不規則な呼吸)
  - «Ключ Захід» (яп. キーウエスト)
  - «По той бік темряви» (яп. 闇を超えて)
  - «Обійми» (яп. 擁する)
  - «Авідія» (яп. アビディア)
- 1996 — Темні води (яп. Honogurai mizu no soko kara)
  - «Плинні води» (яп. Fuyū Suru Mizu)
  - «Безлюдний острів» (яп. Kotou)
  - «Захоплення» (яп. Anagura)
  - «Подорож до країни мрій» (яп. Yume no Shima Kuruuzu)
  - «За течією» (яп. Hyouryuusen)
  - «Акварелі» (яп. Wootaa Karaa)
  - «Підводний ліс» (яп. Umi ni Shizumu Mori)

## Екранізації творів
- 1995 — Ring: Kanzenban[14] —  Японія, режисер Тісуй Такігава.
- 1998 — Ringu[15] —  Японія, режисер Хідео Наката.
- 1998 — Rasen[16] —  Японія, режисер Дзодзі Їда (Jôji Iida).
- 1999 — The Ring Virus[17] —  Південна Корея, режисер Кім Дон Бін.
- 1999 — Ringu 2[18] —  Японія, режисер Хідео Наката.
- 2000 — Ringu Zero: Bāsudei[19] —  Японія, режисер Норіо Цурута.
- 2002 — Honogurai mizu no soko kara[20] —  Японія, режисер Хідео Наката.
- 2002 — The Ring[21] —  США, режисер Гор Вербінскі
- 2005 — Dark Water[22] —  США, режисер Вальтер Саллес (Walter Salles)
- 2005 — Rings (короткометражний фільм)[23] —  США, режисер Джонатан Лібесман (Jonathan Liebesman).
- 2005 — The Ring Two[24] —  США, режисер Хідео Наката.
- 2007 — Masters of Horror (телесеріал, 13-й епізод 2-го сезону)[25] —  США, режисер Норіо Цурута.
- 2012 — Sadako 3D[26] —  Японія, режисер Цутому Ханабуса.
- 2013 — Sadako 3D 2[27] —  Японія, режисер Цутому Ханабуса.
- 2015 — Hikiko-san vs Sadako (DTV)[28][К 1]
- 2016 — Sadako vs. Kayako[29][К 2] —  Японія, режисер Кодзі Сіраісі.
- 2016 — Bunshinsaba vs Sadako[30] —  КНР
- 2017 — Bunshinsaba vs Sadako 2[31] —  КНР
- 2017 — Rings[32] —  США, режисер Ф. Хав'єр Гутьєррес.

## Нагороди та номінації
- 1990 — премія Japan Fantasy Novel Award ( Японія) за роман Rakuen (укр. Рай)
- 1996 — премія Yoshikawa Eiji Prize for New Writers ( Японія) за роман «Спіраль», другий у серії романів «Дзвінок»
- 1996 — номінація на премію Naoki Prize ( Японія) за збірку оповідань «Темні води»
- 1996 — номінація на премію Izumi Kyōka Prize for Literature ( Японія) за збірку оповідань «Темні води»
- 1998 — номінація на премію Japanese SF Award ( Японія) за роман «Петля», третій у серії романів «Дзвінок»
- 2012 — премія Shirley Jackson Award for Best Novel ( США) за новелу «Край».

## Цікаві факти
- Новела Кодзі Судзукі «Крапля» за задумом автора була надрукована на рулоні туалетного паперу, виробником була компанія Hayashi Paper Company, яка виробляє туалетний папір. Новела, що складається з дев'яти глав, була надрукована на рулоні довжиною 30 м у декількох копіях, повторюючись кожні 86 см, щоб після використання паперу за призначенням твір все ще був доступний для прочитання іншими відвідувачами вбиральні. Книга надрукована шрифтом синього кольору із вкрапленнями бризок, які імітують кров. Вартість одного рулону становила 210 японських єн (приблизно 46,20₴ станом на жовтень 2018)[13][33][34].
- На написання роману «Дзвінок» письменника надихнув його улюблений фільм жахів «Полтергейст» (1982)[35].
- Знявся у крихітній ролі в екранізації роману «Спіраль» (у титрах відсутній як актор).
- Хоча майже у всіх творах Кодзі Судзукі зустрічаються привиди та злі духи, сам письменник стверджує, що не вірить у потойбічне[8][9] і не читає фантастику жахів[6].